# Sörbo, Oskarshamns kommun
Sörbo är en bebyggelse söder om  Oskarshamn i Oskarshamns kommun. Bebyggelsen klassades som en småort vid SCB:s ortsavgränsning 2020.